# فينوستيانو كارانسا
فينوستيانو كارانسا (Venustiano Carranza؛ 28 ديسمبر 1859 - 21 مايو 1920) أحد ملاك الأراضي المكسيكيين الأثرياء وسياسي شغل منصب حاكم ولاية كواهويلا في فترة الإطاحة بالرئيس المنتخب دستوريًا فرانسيسكو آي. ماديرو في انقلاب عسكري يميني في شهر فبراير من عام 1913. عُرف كارانزا بلقب بريمير خيفي «القائد الأول» للفصيل الدستوري في الثورة المكسيكية، واشتهر بكونه سياسيًا لامعًا. أيد كارانزا تحدي ماديرو لنظام دياز في انتخابات العام 1910، إلا أنه أصبح ناقدًا لماديرو مع الإطاحة بدياز في مايو من عام 1911. لم يعيّن كارانزا من قبل ماديرو كحاكم لولاية كواهويلا. وحين اغتيل ماديرو في انقلاب فبراير 1913 المعادي للثورة، وضع كارانزا خطة غوادالوبي، التي كانت خطة سياسية بحتة للإطاحة بالجنرال فيكتوريانو هويرتا الذي انتزع السلطة من ماديرو. ونظرًا إلى إنه كان قد تولى منصب الحاكم عند الإطاحة بماديرو، نال كارانزا سلطة شرعية وأصبح قائد الائتلاف الشمالي المعارض لهويرتا. انتصر الفصيل الدستوري وأطيح بهويرتا في شهر يوليو من عام 1914. لم ينل كارانزا لقب الرئيس المؤقت للمكسيك كما دعت خطة غوادالوبي التي رسمها، إذ كان ذلك سيمنعه من الترشح لمنصب الرئيس الدستوري عند إجراء الانتخابات. كانت حكومته في تلك الفترة ما قبل دستورية وخارجة عن القانون، الأمر الذي أثار اعتراض جنراليه الأكثر كفاءة، ألفارو أوبريجون وبانشو فيلا. تفككت فصائل التحالف ضد هويرتا وتلت ذلك حرب أهلية دامية بين المنتصرين بقي فيها أوبريغون مخلصًا لكارانزا فيما تخلى عنه فيلا الذي تحالف عندها مع زعيم الفلاحين إيميليانو زاباتا. في الشمال تلقى فيلا هزيمة من الجيش الدستوري الذي كان تحت قيادة أوبريغون وارتد زاباتا وجيش الفلاحين الذي قاده موريلوس إلى حرب العصابات. كان منصب كارانزا آمنا بما فيه الكفاية سياسيًا وعسكريًا لتولي السلطة في مكسيكو سيتي، على الرغم من الخطر الذي كان ما يزال يشكله كل من زاباتا وبانشو. رسخ كارانزا سلطة كافية في العاصمة ودعى إلى مؤتمر دستوري في عام 1916 لتعديل الدستور الليبرالي لعام 1857. وكان الفصيل الدستوري قد حارب دفاعًا عن ذلك الدستور ولإعادة المكسيك إلى الحكم الدستوري. مع إعلان الدستور المكسيكي الثوري الجديد لعام 1917، انتُخب كارانزا رئيسًا وشغل المنصب منذ عام 1917 حتى عام 1920.
منح الدستور الذي وضع الثوريون مسودته وأقروه في عام 1917 صلاحيات للدولة المكسيكية للمباشرة بإصلاح زراعي كبير واعترف بحقوق العمال وحدّ من سلطة الكنيسة الكاثوليكية، إلا أن كارانزا لم يطبق إصلاحات كبيرة حالما انتُخب بشكل رسمي. ومع رسوخ سلطته في المكسيك، سعى كارانزا إلى تصفية خصومه السياسيين، إذ أمر باغتيال زاباتا في عام 1919. نال كارانزا اعتراف الولايات المتحدة، إلا أنه تبنى بقوة مواقف قومية.

في انتخابات العام 1920، التي تمكن عبرها من الاحتفاظ بمنصبه، حاول كارانزا تعيين سياسي مدني مغمور تقريبًا، إغناسيو بونيلاس، كرئيس للمكسيك. انتفض جنرالات إقليم سونورا الثوريون، ألفارو أوبريغون وبلوتاركو إلياس كالس وأدولفو دي لا هويرتا، الذين كانت بحوزتهم السلطة الفعلية، ضد كارانزا تحت خطة أغوا بريتا. هرب كارانزا من مكسيكو سيتي رفقة 1000 من مناصريه حاملًا معه ذهب الخزينة المكسيكية بهدف إقامة حكومة له في فيراكروز. إلا أنه توفي إثر هجمات نفذها المتمردون. على الرغم من أن كارانزا لعب دورًا بارزًا في الثورة، لم تجد مساهماته في البداية مكانًا في الذاكرة التاريخية المكسيكية، إذ أطيح به من قبل خصومه. إلا أن مكانة كارانزا ترسخت في التاريخ المكسيكي مع بروز سردية تاريخية في وقت لاحق تقر بوجود فصائل عديدة متنافسة بصفتها أعضاء في «الأسرة الثورية».

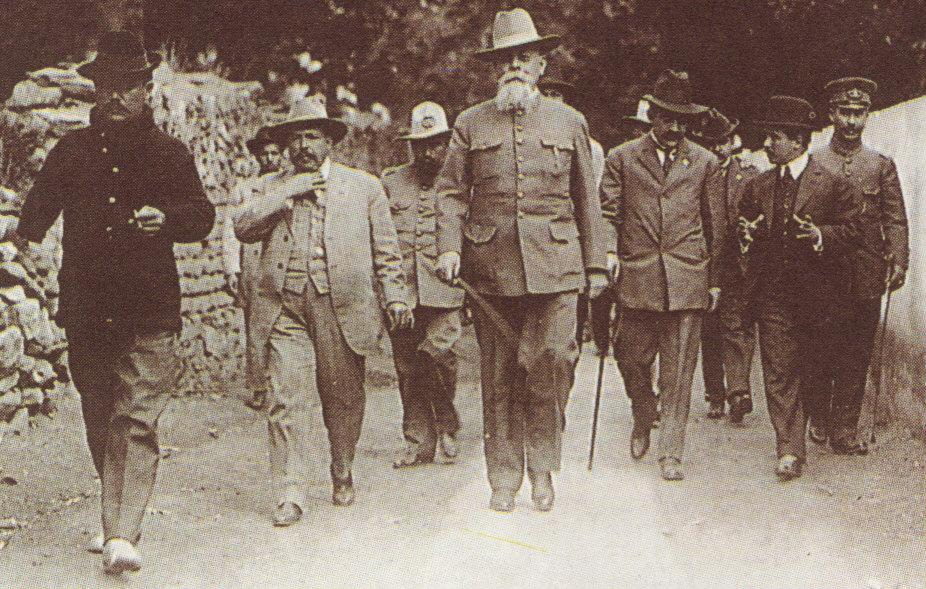
فينوستيانو كارانسا (الوسط) في لا كانادا، كويريتارو، في 22 يناير 1916

## بدايات حياته

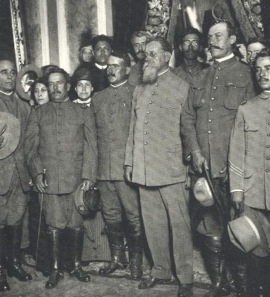
كارانزا وألفارو أوبريغون (1914)

ولد كارانزا في 28 ديسمبر 1859، في كواترو سيينيغاس في كواويلا. وتعلم في أكاديمية أتينيو فوينتيس في سالتيو وفي المدرسة الوطنية التمهيدية Escuela Nacional Preparatoria في مكسيكو سيتي. وقد منعه ضعف بصره من مزاولة مهنة المحاماة التي كان قد درسها. ثم دخل السلك السياسي، وأصبح الرئيس البلدي لمنطقة كواترو سيينيغاس عام 1887. في عام 1893، قاد هو وأخوه إميليو ثورة ضد الترشيح المتكرر لغارسيا غالان كحاكم على الولاية، ونجحوا في إقناع الرئيس بورفيريو دياز بتعيين الجنرال ميلتشور موزكيز كحاكم على الولاية. وانتخب كارانزا في البداية كنائب بديل عن ولاية كواويلا بين عامي 1900-02. وعند موت السيناتور الخاص أورتيز دي مونتيانوس، أخذ كارانزا مكانه في 5 أبريل 1901. وكان انتخب سيناتورا خاصا بين عامي 1904-08 ومجددا بين عامي 1908-12، ولكنه بقي في منصبه فقط حتى 15 ديسمبر 1910. وكان دمية في يد دياز عندما كان في منصب سيناتور. وفي عام 1909، أصبح مرشحا لحكم الولاية ضد رغبة الحكومة المركزية.

## الثورة
في عام 1910 انضم إلى ثورة فرانسيسكو ماديرو، وأصبح عضوا في اللجنة الثورية في سان أنطونيو، تكساس. وجعله ماديرو زعيم القسم العسكري في كواويلا ونويفو ليون وتاماوليباس ولاحقا أصبح وزير الحرب في الوزارة المؤقتة. وفي موقعه نظم جيش ماديرو. وبعد انتصار الثورة عاد إلى كواويلا حيث واتخذ مركز الحاكم، والذي انتخب إليه في مايو 1911. وبعد انقلاب الجنرال فيكتوريانو ويرتا في 18 فبراير 1913، ومقتل ماديرو الذي كان مرتبطا به، أصدر كارانزا مرسوم غوادالوبي الذي تنكر فيه للجنرال ويرتا كرئيس. ثم أصبح رئيس الجيش الثوري وزار بنفسه كل ولايات شمال المكسيك لكي ينظم المعارضة، وأسس حكومته في هرموزيو في سونورا، حيث انتقل جنوبا حتى دخل مكسيكو سيتي في 20 أغسطس 1914، بعد أن هرب ويرتا. وتمت معارضته من قبل بانشو فيا وإيمليانو زاباتا بعد انقسام الدستوريين، وانسحب إلى فيراكروز، والتي احتلها عندما انتهى الاحتلال الأمريكي. وفي 9 أكتوبر 1915، تم الاعتراف به كرأس للحكومة الفعلية من قبل الولايات المتحدة وسبعة قوى في القارة الأمريكية. وفي 30 سبتمبر 1916، أعلن إلغاء منصب نائب الرئيس وتحديد مدة الرئاسة إلى أربعة بدلا من ستة.

## الرئاسة والوفاة
انتخب كرئيس للبلاد في 11 مارس 1917 وفقا للدستور الذي قام بالتصديق عليه في 5 فبراير. وعن طريق الهيئة الراديكالية لمجموعة القوانين الأصولية هذه، قام بإصدار مجموعة من القرارات أمم فيها الأراضي البترولية، وبهذا بقيت العلاقات متوترة بين حكومته وحكومات إنكلترا وفرنسا والولايات المتحدة. وعندما اقتربت انتخابات العام 1920، قام بفرض ترشيح إغناسيو بونياس وهو مرشح مدني. وأدى هذا إلى محاولة السيطرة على حكومة ولاية سونورا، والتي كانت معقل ألفارو أوبريغون الذي كان أقوى وأشهر خصومه في الترشح على الرئاسة، ولكنه كان معاديا لسياسة كارانزا. ثم انتفضت الولاية في مارس 1920 قبل أن تتبعها باقي الولايات. وحاول كارانزا نقل الحكومة إلى فيرا كروز في 7 مايو. لكن هروبه لم يتم وقتل بينما كان يحاول الفرار من البلاد في ليلة 18 مايو في تلاكسكالانتونغو في بويبلا.

## روابط خارجية
- فينوستيانو كارانسا على موقع IMDb (الإنجليزية)
- فينوستيانو كارانسا على موقع الموسوعة البريطانية (الإنجليزية)
- فينوستيانو كارانسا على موقع إن إن دي بي (الإنجليزية)